# Coupe d'Angleterre de football 1993-1994
Navigation
Coupe d'Angleterre 1992-1993 Coupe d'Angleterre 1994-1995
La Coupe d'Angleterre de football 1992-1994 est la 113e édition de la Coupe d'Angleterre de football. 
Manchester United remporte sa huitième Coupe d'Angleterre de football au détriment de Chelsea sur le score de 4-0, au cours d'une finale jouée dans l'enceinte du stade de Wembley à Londres. 

## Demi-finales
| 9 avril 1994 | Chelsea         | 2–0 | Luton Town | Wembley Stadium, Londres                      |                                               |
|              | Peacock 13e 48e |     |            | Spectateurs : 59 989 Arbitrage : Roger Dilkes | Spectateurs : 59 989 Arbitrage : Roger Dilkes |

| 10 avril 1994 | Manchester United | 1–1 | Oldham Athletic | Wembley Stadium, Londres                    |                                             |
|               | Hugues 119e       |     | Pointon 107e    | Spectateurs : 56 399 Arbitrage : Philip Don | Spectateurs : 56 399 Arbitrage : Philip Don |

### Match rejoué
| 13 avril 1994 | Manchester United                                                 | 4–1 | Oldham Athletic | Maine Road, Manchester                           |                                                  |
|               | Irwin 9e (Robson), Kanchelskis 15e, Robson 62e (Giggs), Giggs 68e |     | Pointon 40e     | Spectateurs : 32 311 Arbitrage : Martin Bodenham | Spectateurs : 32 311 Arbitrage : Martin Bodenham |

## Finale
| Titulaires : |  |
| |  |
| 1 Peter Schmeichel · 2 Paul Parker · 4 Steve Bruce (c) · 6 Gary Pallister · 3 Denis Irwin 84e · 14 Andrei Kanchelskis 84e · 16 Roy Keane · 8 Paul Ince · 11 Ryan Giggs · 7 Éric Cantona · 10 Mark Hughes · |  |
| Remplaçants : |  |
| 25 Gary Walsh · 5 Lee Sharpe 84e · 9 Brian McClair 84e · |  |
| Entraîneur : |  |
| Alex Ferguson |  |

| Titulaires : |  |
| |  |
| 1 Dmitri Kharine · 12 Steve Clarke · 35 Jakob Kjeldbjerg · 5 Erland Johnsen · 6 Frank Sinclair · 11 Dennis Wise (c) · 18 Eddie Newton · 24 Craig Burley 68e · 10 Gavin Peacock · 21 Mark Stein 78e · 7 John Spencer · |  |
| Remplaçants : |  |
| 13 Kevin Hitchcock · 20 Glenn Hoddle 68e · 9 Tony Cascarino 78e · |  |
| Entraîneur : |  |
| Glenn Hoddle |  |

| Titulaires : |  |
| |  |
| 1 Peter Schmeichel · 2 Paul Parker · 4 Steve Bruce (c) · 6 Gary Pallister · 3 Denis Irwin 84e · 14 Andrei Kanchelskis 84e · 16 Roy Keane · 8 Paul Ince · 11 Ryan Giggs · 7 Éric Cantona · 10 Mark Hughes · |  |
| Remplaçants : |  |
| 25 Gary Walsh · 5 Lee Sharpe 84e · 9 Brian McClair 84e · |  |
| Entraîneur : |  |
| Alex Ferguson |  |

| Titulaires : |  |
| |  |
| 1 Dmitri Kharine · 12 Steve Clarke · 35 Jakob Kjeldbjerg · 5 Erland Johnsen · 6 Frank Sinclair · 11 Dennis Wise (c) · 18 Eddie Newton · 24 Craig Burley 68e · 10 Gavin Peacock · 21 Mark Stein 78e · 7 John Spencer · |  |
| Remplaçants : |  |
| 13 Kevin Hitchcock · 20 Glenn Hoddle 68e · 9 Tony Cascarino 78e · |  |
| Entraîneur : |  |
| Glenn Hoddle |  |

| Manchester United | Chelsea |